# Eric Bailly
Eric Bertrand Bailly (Bingerville, 12 d'abril de 1994) és un futbolista de Costa d'Ivori que juga al Reial Oviedo. També és jugador de la selecció de futbol de Costa d'Ivori.

## Trajectòria

### RCD Espanyol
El desembre del 2011, Eric, va fitxar per l'Espanyol. Eric Bailly va ser descobert per Emilio Montagut en un campionat intern a Burkina Faso, de fet, la propietat del jugador va passar a ser compartida entre l'Espanyol i l'empresa Promoesport, organitzadora del torneig. El jugador va arribar en categoria cadet, però sempre va jugar una categoria per sobre. Amb tot, el jugador va tenir problemes amb la documentació i això el va allunyar de la competició oficial durant tota la primera temporada. Durant aquest període el jugador va marxar al seu país per veure la família, en la seua estada a Costa d'Ivori es va produir la Segona Guerra Civil de la Costa d'Ivori fet que el va retindre al país durant uns mesos. Finalment, el 7 d'octubre del 2012 va debutar oficialment amb l'equip juvenil A de l'entitat catalana. El 5 d'octubre del 2014 va debutar amb el primer equip blanc-i-blau, va ser contra la Reial Societat i va disputar els últims minuts, quan va entrar al camp en el lloc de Sergio García.

### Vila-real CF
El gener del 2015, després del traspàs de Grabriel Paulista a l'Arsenal FC, el Vila-real CF va apostar pel jove jugador ivorià per cobrir la baixa del brasiler. L'equip groguet va pagar 5,25 milions de € i va perdonar el deute de 0,75 milions de € que encara tenia l'equip barceloní amb el Vila-real pel traspàs de Wakaso Mubarak. El jugador va firmar per cinc temporades i mitja, fins al 2020. El 13 de febrer del 2015 va ser presentat amb l'equip groguet, en aquesta presentació el jugador va declarar que fitxava pel Vila-real perquè era un equip que apostava clarament per la gent jove i tenia molt de potencial.
El 22 de febrer del 2015 va debutar amb el Vila-real a la Primera Divisió, va ser en la victòria 1–0 contra l'SD Eibar. Eric va ser titular i va disputar 66 minuts abans de ser substituït per Mateo Musacchio. En el seu segon partit de titular, contra el Reial Madrid, Bailly va jugar tot el partit a l'Estadi Santiago Bernabéu i va cometre un penal sobre Cristiano Ronaldo.

### Manchester United
El 8 de juny del 2016 es va fer oficial el seu fitxatge pel Manchester United per una xifra d'uns 35 milions d'€ fixes més 5 variables. Va ser el primer fitxatge de Jose Mourinho com a entrenador dels red devils. Va debutar a la Premier League 2016-17 el 14 d'agost del 2016 contra l'AFC Bournemouth i va disputar tot el partit, era la primera jornada de Lliga.

### Selecció de Costa d'Ivori
El desembre del 2014 es va fer oficial la seua convocatòria amb la selecció absoluta de Costa d'Ivori que havia de disputar la Copa d'Àfrica de Nacions 2015. El seu debut amb la selecció absoluta va ser l'11 de gener del 2015 contra Nigèria durant la preparació que l'equip ivorià estava fent a Abu Dhabi. Bailly, va jugar de titular tots els partits del torneig. En la final, contra Ghana, va marcar un dels penals de la decisiva tanda que li donava el títol a Costa d'Ivori, el segon de la seua història.

## Palmarès
Manchester United FC
- 1 Lliga Europa de la UEFA: 2016-17
- 1 Copa de la lliga anglesa: 2016-17
- 1 Community Shield: 2016

Costa d'Ivori
- 1 Copa d'Àfrica de Nacions: 2015[16]